# 6355 Univermoscow
6355 Univermoscow eller 1969 TX5 är en asteroid i huvudbältet som upptäcktes den 15 oktober 1969 av den ryska astronomen Ljudmila Tjernych vid Krims astrofysiska observatorium på Krim. Den har fått sitt namn efter Moskvauniversitetet.
Asteroiden har en diameter på ungefär 28 kilometer och den tillhör asteroidgruppen Alauda.